# James Chesnut junior

General Chesnut

James Chesnut junior (* 18. Januar 1815 bei Camden, Kershaw County, South Carolina; † 1. Februar 1885 ebenda) war ein Rechtsanwalt, Politiker der Nord- und der Südstaaten, Unterzeichner der Verfassung der Konföderierten Staaten und Brigadegeneral im konföderierten Heer während des Sezessionskrieges.

## Leben
Chesnut schloss 1837 sein Studium am College von New Jersey, der heutigen Princeton University ab, wurde noch im selben Jahr von der Anwaltskammer zugelassen und ließ sich in Camden als Anwalt nieder. Gleichzeitig betätigte er sich in der Politik und war Besitzer einer Plantage, auf der er selbst Sklaven beschäftigte. Von 1842 bis 1854 war er Abgeordneter im Repräsentantenhaus von South Carolina und anschließend bis 1858 Mitglied des Staatssenats. 1858 wurde Chesnut als Vertreter der Demokraten für den verstorbenen Josiah J. Evans in den US-Senat gewählt und blieb bis 1860 in diesem Amt.
Mit Ausbruch des Bürgerkriegs trat Chesnut in das konföderierte Heer ein und diente als Oberst unter General Pierre Gustave Toutant Beauregard beim Angriff auf Fort Sumter am 12. und 13. April 1861 und bei der Ersten Schlacht am Bull Run am 21. Juli desselben Jahres. Nach „Bull Run“ diente er im Stab des konföderierten Präsidenten Jefferson Davis und wurde kurz darauf zum Leiter der Miliz des Staates South Carolina ernannt. Diesen Posten behielt Chesnut bis zum Herbst 1862, als er nach Richmond, Virginia in den Stab von Davis zurückberufen wurde. Gleichzeitig war er von 1861 bis 1862 Repräsentant für South Carolina im provisorischen Kongress der Konföderierten. Im April 1864 wurde er zum Brigadegeneral befördert und erhielt das Kommando über eine Brigade der Reserve, mit der er Einsätze in South Carolina, Georgia und Florida durchführte.
Nach dem Krieg kehrte Chesnut nach Camden zurück, führte seine Anwaltspraxis weiter, betätigte sich wieder in der Politik und hatte aktiven Anteil am Wiederaufbau von South Carolina. 
Verheiratet war Chesnut mit Mary Chesnut, die nach ihrem Tod durch ihre detaillierten Tagebücher über das Leben während des Bürgerkriegs bekannt wurde. Die Ehe blieb kinderlos.
Chesnut starb 1885 auf seiner Plantage in der Nähe von Camden.